# Was gibt’s Neues, Pussy?
Was gibt’s Neues, Pussy? (Originaltitel: What’s New Pussycat?) ist eine Filmkomödie von Clive Donner aus dem Jahr 1965. Für den Komiker und späteren Regisseur Woody Allen war die Komödie das Filmdebüt als Schauspieler; zudem war das Drehbuch sein erstes, das auch produziert wurde.

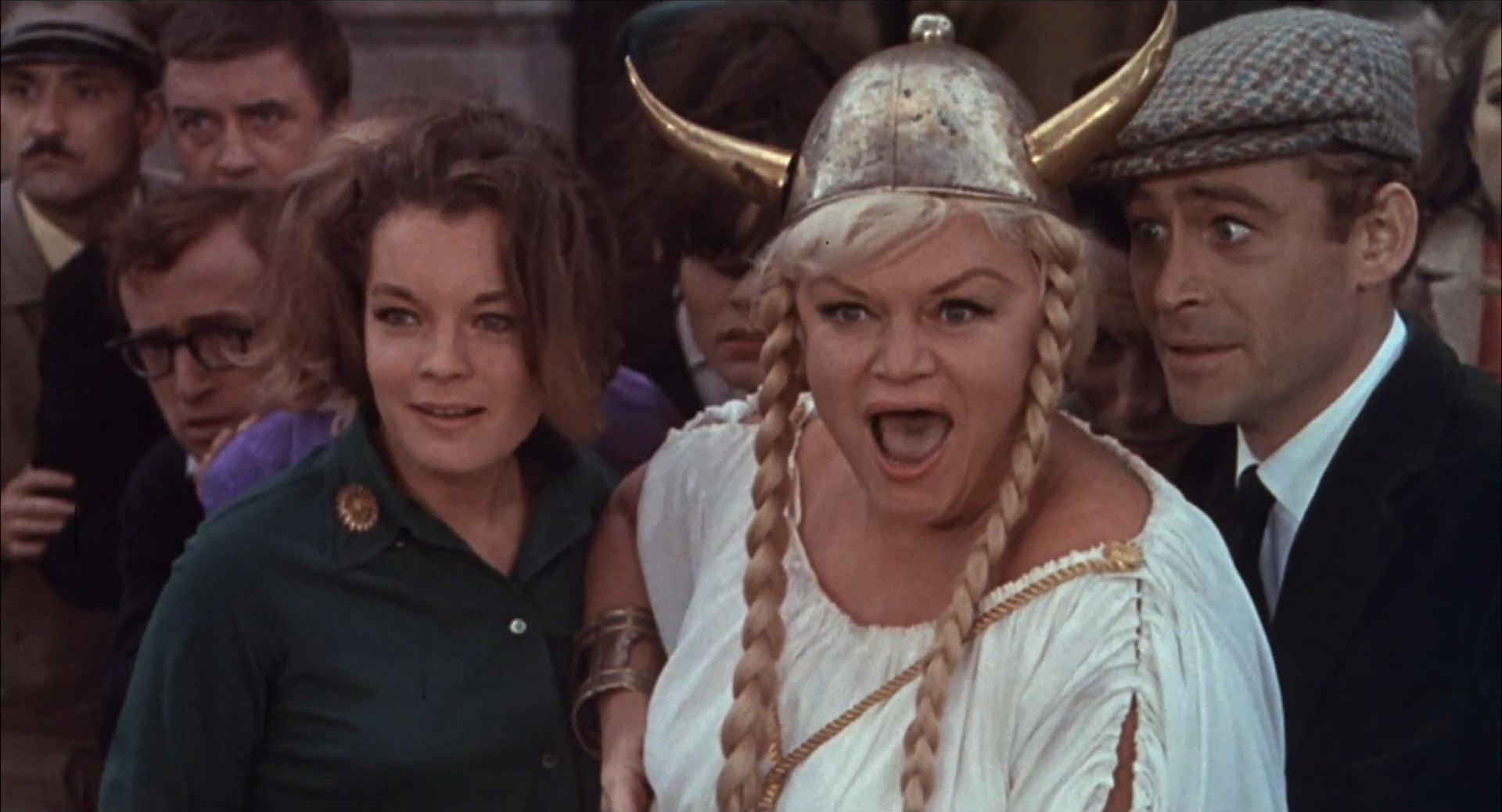
Woody Allen, Romy Schneider, Eddra Gale, Peter O’Toole

## Handlung
Paris Mitte der 1960er Jahre: Der notorische Casanova Michael James möchte um jeden Preis seiner neuen Flamme Carole treu bleiben. Als Redakteur einer Modezeitschrift kommt er täglich mit schönen Frauen in Berührung und kann dabei den Versuchungen nur schwer widerstehen. Hilfe sucht er beim exzentrischen Psychiater Nikita Popowitsch, der sich aber als ungeeignet erweist, da er selbst eine seiner Patientinnen verführen will, die sich wiederum in Michael verliebt.
Zudem möchte Michaels Geliebte dessen Ehetauglichkeit prüfen; sie will ihn mit einem Verhältnis mit dessen bestem Freund, dem zerstreuten Professor Shakapopulis, eifersüchtig machen, was allerdings fehlschlägt.
Als alle Beteiligten dieser Verwicklungsgeschichte spontan für ein Wochenende in dem romantischen Hotel Château Chantelle vor den Toren von Paris zusammenkommen, kommt es zu turbulenten Szenen und einer chaotischen Verfolgungsjagd, als wegen der lautstarken Aktivitäten im Schloss die Polizei gerufen wird. Schlussendlich finden Michael und Carole zusammen und beschließen, sich das Jawort zu geben. Doch dies ist noch nicht das Ende …

## Kritiken
- Lexikon des internationalen Films: „Groteske erotische Verwicklungen um einen Pariser Frauenhelden. Überdrehte Komödie im Stil der Swingin’ Sixties, die den Sex- und Potenzkult der Leistungsgesellschaft persifliert. Erster Leinwandauftritt von Woody Allen in einem Film nach eigenem Drehbuch.“[1]
- Prisma Online: „Aus der Feder Woody Allens stammt diese überdrehte Groteske um einen Modejournalisten, der sein Liebesleben nicht zu zügeln weiß. Eine Fülle köstlicher Gags und gute Darsteller sorgen für beste Unterhaltung.“
- Evangelischer Filmbeobachter: „Turbulente amerikanische Komödie, die sich persiflierend mit sexuellen Traumas als Negativerscheinung der amerikanischen Erfolgsethik beschäftigt. Der unkritische Film ist in seiner Absicht schwer zu durchschauen und deshalb nur für Erwachsene mit gefestigten Grundsätzen geeignet. Eine Empfehlung ist nicht vertretbar.“[2]

## Auszeichnungen
Der Film war 1966 in der Kategorie „Best Music, Original Song“ (Burt Bacharach und Hal David) für den Oscar sowie in den Kategorien „Comedy Performance“ (Sellers) und Song (Bacharach und David; der Titelsong What’s New Pussycat? wurde von Tom Jones gesungen) für einen Laurel Award nominiert. Außerdem erhielt Woody Allen eine Nominierung für den Preis der Writers Guild of America in der Kategorie „Bestes amerikanisches Drehbuch“.